# Chlum Svaté Maří
Chlum Svaté Maří là một làng thuộc huyện Sokolov, vùng Karlovarský, Cộng hòa Séc.